# Willem Sandberg

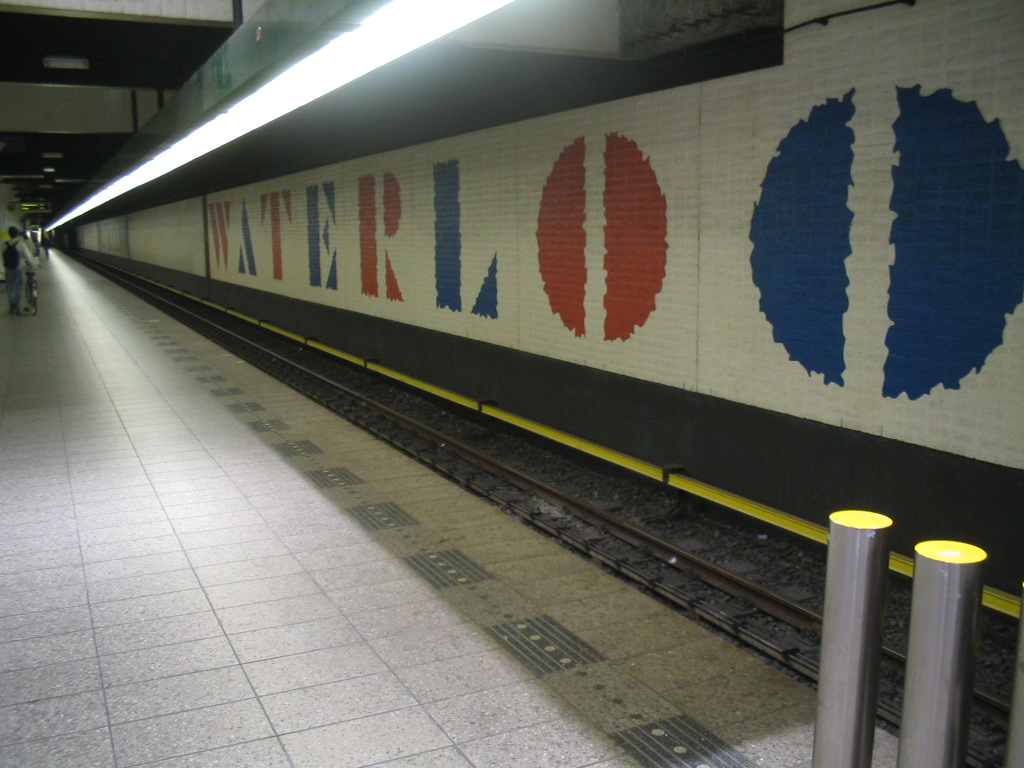
Mozaikfal a Waterlooplein metróállomáson Amszterdamban

Willem Sandberg (Amersfoort, 1897. október 24. – Amszterdam, 1984. április 9.) holland grafikus, tipográfus, az alkalmazott grafikára szakosodott tervező művész, a Stedelijk Múzeum igazgatója. 1975-ben az Erasmus-díjjal tüntették ki.

## Életpályája
Jómódú nemesi családban született, felmenői között volt többek között Johannes van den Bosch, a Holland Kelet-India kormányzója. Az előkelő, protestáns családban uralkodó légkörben nehezen találta fel magát. Assenben rajzórákat vett Louis Albert Roessingh festőművésztől. Az érettségi után behívták a hadseregbe, és a bredai Királyi Katonai Akadémia tisztképzőjében kezdte meg tanulmányait. Néhány hónap után rájött, hogy nem neki való a katonai pálya. Katonai szolgálatát határőrként fejezte be. Apja jogi pályát képzelt el számára, de végül hozzájárult, hogy fia művészi pályára lépjen. Sandberg 1919-ben beiratkozott Amszterdamban az Állami Képzőművészeti Akadémiára. Nagy hatással volt rá Herman Gorter tanácskommunista költő, aki egyenlőségen alapuló és az esztétika iránt fogékony társadalmat képzelt el.
Sandberg a Mazdaznan mozgalom vonzásába került, Svájcban megismerkedett Johannes Ittennel, Herrlibergben tipográfiát tanult egy nyomdában. 1924-ben visszatért hazájába, feladta festőművészi ambícióit. 1927-ben Bécsben Otto Neurath által kidolgozott Isotype rendszert tanulmányozta. Beutazta Németországot, Dessauban felkereste a Bauhaus művészeti iskolát, és megismerkedett Naum Gabóval. 1928-tól főleg grafikai tervezőként működött, és az Utrechti Egyetemen pszichológiát és filozófiát tanult. Alkotói stílusára hatással volt Hendrik Nicolaas Werkman konstruktivista művész. 1937-ben a Stedelijk Múzeum kurátori és igazgatóhelyettesi posztjára hívták. Azzal a feltétellel fogadta el, hogy továbbra is grafikus művészként alkothasson. 1938. január 1-jén Absztrakt művészet címmel nagyszabású kiállítást rendezett. A háború alatt HW van den Bosch álnéven vett részt a holland ellenállásban. Két évig bujkált, és az elszigeteltségben számos könyvet írt. A háború után újra a Stedelijk Múzeum élére került, 1962-ben vonult nyugállományba. 1965-ben részt vett az Izrael Múzeum létrehozásában.

## Válogatott művei
- L'art: le superflu indispensable. Utrecht, 1982. Experimenta typografica; 5.
- Homo socialis. Utrecht, 1981. Experimenta typographica; 4.
- Gnothi se auton = Ken U zelf. Utrecht, 1979. Experimenta typografica; 3. Fotomech. herdr. van de oorspr. uitg., 1945.
- Lectura sub aqua: experimenta typografica. Utrecht, 1979. Facs.-uitg. met toevoeging. Experimenta typografica; 1. Oorspr. uitg.: 1943.
- Gnothi se auton. Utrecht, 1979. Experimenta typografica; 3.
- Vers une architecture: extraits / Le Corbusier; [choisis par W. Sandberg]. Utrecht, 1971. [Uitgaven Stichting De Roos]; [87].
- Mens sana in corpore sano. Köln, 1969. Experimenta typographica; 2
- Nu 2 = Maintenant 2 = Now 2 = Jetzt 2. Hilversum, [1968]. Kwadraat-bladen; [18]
- Kunst van heden in het Stedelĳk / W. Sandberg en H.L.C. Jaffé. Amsterdam, 1961.
- Nu: l'art et sa fonction dans la vie [au milieu du XXième siècle]. Hilversum [1959]. Kwadraat-bladen; [4].
- Gnōthi se auton: ken u zelf. [Amsterdam], 1945. Experimenta typografica; 3.